# Susannes Gods
|  | Denne artikel er oprettet af botten Steenthbot ud fra en ekstern database. Den kan derfor have sproglige fejl eller mangler. Denne skabelon kan fjernes efter kontrol af indholdet. |

Susannes Gods er en dansk dokumentarfilm fra 2010 instrueret af Katrine Philp.